# Petra Bernhard
Petra Bernhard, née le 18 novembre 1980 est une coureuse cycliste autrichienne, spécialiste de la descente en VTT.

## Palmarès en VTT

### Championnats du monde
- Champéry 2011
  - 7e de la descente

### Coupe du monde
- Coupe du monde de descente
  - 10e en 2010
  - 7e en 2012

### Championnats d'Europe
- 2003
  - 6e aux championnats d'Europe de descente
- 2004
  - 5e aux championnats d'Europe de descente
- 2006
  - 6e aux championnats d'Europe de descente
- 2008
  -  Médaillée d'argent aux championnats d'Europe de descente
- 2009
  - 8e aux championnats d'Europe de descente
- 2010
  - 5e aux championnats d'Europe de descente
- 2011
  - 10e aux championnats d'Europe de descente
- 2017
  - 6e aux championnats d'Europe de descente

### Championnat d'Autriche
- 1999
  - 3e du Championne d'Autriche de descente
- 2000
  -  Championne d'Autriche de descente
- 2001
  -  Championne d'Autriche de descente
- 2002
  - 2e du Championne d'Autriche de descente
- 2003
  -  Championne d'Autriche de descente
- 2004
  -  Championne d'Autriche de descente
- 2008
  -  Championne d'Autriche de descente
- 2011
  -  Championne d'Autriche de descente
- 2012
  - 2e du Championne d'Autriche de descente
- 2013
  -  Championne d'Autriche de descente
- 2017
  -  Championne d'Autriche de descente
- 2018
  -  Championne d'Autriche de descente

### Autres
- 2002
  - 2e de  Maribor - descente (coupe du monde)
- 2008
  - Leogang (descente)
- 2009
  - 2e de Leogang (descente)
- 2016
  - Schladming (descente)
- 2017
  - 3e de Schladming (descente)